# Lil James
Lil James – amerykański raper, pochodzący z Atlanty w stanie Georgia. Wydał swój debiutancki mixtape 21 Years Later, w sierpniu 2018 r. Podpisał kontrakt z wytwórnią muzyczną Don Cannon i DJ Dramy, Generation Now która współpracuje z Atlantic Records.

## Wczesne życie
Lil James urodził się w Detroit w stanie Michigan. Jego matka zmarła kiedy był dzieckiem, większość dzieciństwa spędził w rodzinie zastępczej. Zaczął rapować w wieku 3 lat. Kiedy miał 10 lat, przeprowadził się do Atlanty w stanie Georgia. Jako nastolatek miał problemy z prawem, ale później skupił się na muzyce.

## Kariera
Lil James wydał w 2017 roku dwa single: „Followers” i „Can't Do It”. W marcu 2018 roku podpisał kontrakt z wytwórnią Don Cannona i DJ Dramy Generation Now która współpracuje z Atlantic Records. W tym samym miesiącu wystąpił na South by Southwes. W kwietniu 2018 roku wydał teledysk do swojej piosenki „Followers” którego reżyserem był SpuddsMckenzie.
W czerwcu 2018 roku wystąpił gościnnie wraz z Jackiem Harlowem i Sixteen w utworze rapera Skeme o nazwie „Get Sumn”. W następnym miesiącu Lil James pojawił się w utworze „Gang” w składance Skeme'a o naziwe Big Money Sonny. W sierpniu 2018 roku wydał swój pierwszy mixtape, 21 Years Later. Teledysk do głównego singla „Traphouse” został wydany w październiku 2018 przez WorldStarHipHop.

## Dyskografia

### Mixtape'y
| Tytuł          | Informacje                                                                                          |
| -------------- | --------------------------------------------------------------------------------------------------- |
| 21 Years Later | - Wydany: 10 sierpnia 2018 - Wytwórnia: Generation Now, Atlantic Records - Format: Digital download |